# Barbaste
Barbaste település Franciaországban, Lot-et-Garonne megyében. Lakosainak száma 1498 fő (2022. január 1.). Barbaste Xaintrailles, Durance, Lavardac, Nérac, Pompiey és Réaup-Lisse községekkel határos.

## Népesség
A település népességének változása:
| Lakosok száma | 1354 | 1316 | 1354 | 1472 | 1509 | 1495 | 1522 | 1511 | 1501 | 1498 |
|               | 1968 | 1982 | 1990 | 2006 | 2013 | 2015 | 2017 | 2019 | 2020 | 2022 |